# Fernsehspiel-Bibliothek
Die Fernsehspiel-Bibliothek ist eine Buchreihe des ORF unter der Leitung von Gerald Szyszkowitz und wurde beim Residenz Verlag verlegt.

## Reihe
- Gernot Wolfgruber: Der Jagdgast. Ein Drehbuch. Salzburg 1978, ISBN 3-7017-0206-3.
- Thomas Pluch: Feuer! – Fernsehspiel nach historischen Motiven aus dem Revolutionsjahr 1848. Salzburg 1997, ISBN 3-7017-0230-6.
- Helmut Zenker: Drohbriefe – Kottan ermittelt. Salzburg 1997, ISBN 3-7017-0239-X.
- Wilhelm Pevny, Peter Turrini: Alpensaga. Salzburg 1980, ISBN 3-7017-0245-4.
- Peter Keglevic, Walter Kappacher: Die Jahre vergehen. 2 Drehbücher. Salzburg 1980, ISBN 3-7017-0270-5.
- Michael Scharang: Das doppelte Leben. Ein Drehbuch. Salzburg 1981, ISBN 3-7017-0295-0.
- Felix Mitterer: Der Narr von Wien – Aus dem Leben des Dichters Peter Altenberg. Salzburg 1982, ISBN 3-7017-0304-3.
- Wolfgang Bauer: In Zeiten wie diesen. Ein Drehbuch. Salzburg 1984.
- Georg Stefan Troller, Axel Corti: Santa Fe. ein Drehbuch. Salzburg 1985.
- Fritz Lehner: Franz Schubert – Mit meinen heißen Tränen. Fotos: Gabriela Brandenstein. Kommentare: Theophil Antonicek, Gerald Szyszkowitz. Edition Verlag, Wien 1987, ISBN 3-85058-002-4.